# Aurélien Diesse
 (mai 2023).
Si vous disposez d'ouvrages ou d'articles de référence ou si vous connaissez des sites web de qualité traitant du thème abordé ici, merci de compléter l'article en donnant les références utiles à sa vérifiabilité et en les liant à la section « Notes et références ».
Aurélien Diesse, né le 16 octobre 1997 à Bondy, est un judoka français, licencié au Blanc-Mesnil. Il est notamment champion de France senior 2019, 2020 & 2022, vice-champion du monde avec l’Equipe de France et médaillé de bronze aux Jeux européens de 2019

## Carrière
Non sélectionné en Équipe de France cadets, il remporte durant l’été 2014, et au terme d’une saison compliquée, la Coupe de France juniors alors qu’il n’est encore que cadet.
Il est ensuite sélectionné en Équipe de France pour les Championnats d’Europe et du Monde lors de chacune de ses années juniors. Il remporte la médaille de bronze aux Championnats d’Europe de 2016 à Malaga, revenant tout juste d’une rupture des ligaments croisés, avec moins d’une dizaine d’entraînements après son retour de blessure et alors qu'il lui reste encore une saison dans la catégorie des moins de 21 ans (junior).
L’année suivante, il est sacré champion d'Europe junior dans la catégorie des moins de 90 kg à Maribor (Slovénie) en éliminant au premier tour le futur médaillé d’argent des Jeux olympiques de Tokyo, l’Allemand Eduard Trippel. Il finit sa saison demi-finaliste aux Championnats du Monde junior.
Aux Championnats du monde de judo 2018, il remporte la médaille d'argent avec l’Equipe de France. Il bat 10-0 le champion du monde en titre, le Serbe Nemanja Majdov, dans un affrontement de plus de 25 minutes qui reste l’un des combats les plus iconiques de cette édition. 
La saison suivante, il remporte la médaille de bronze par équipes mixtes aux Jeux européens de 2019.
Champion de France durant la saison 2019/2020, celle des Jeux olympiques de Tokyo, il remonte ainsi sur le podium national senior après sa première médaille en 2016 alors qu’il n’était que junior.
Il conserve son titre en 2020 en période de pandémie.
En 2021, il s’incline en finale et termine vice-champion de France.
En novembre 2022, il se hisse une nouvelle fois jusqu’en finale du Championnat de France dans sa toute nouvelle catégorie de poids des moins de cent kilos, sa huitième finale depuis 2015 et ses années juniors, mais également sa sixième en catégorie seniors, finale au cours de laquelle il s’adjuge son quatrième titre national, le troisième chez les seniors. Il réalise alors la performance de régner sur la scène nationale dans deux catégories différentes. Il n'a essuyé aucune défaite de novembre 2018 jusqu’en novembre 2021.
À la suite de son titre dans sa nouvelle catégorie de poids, il est sélectionné avec l’Equipe de France pour le tournoi le plus relevé mais aussi le plus emblématique du judo mondial, le Grand Chelem de Tokyo, compétition japonaise où Diesse se qualifie dans le dernier carré de la compétition en remportant une victoire sur le vice-champion du monde en titre, le Canadien Kyle Reyes, grâce à une projection, ippon sélectionné parmi les plus beaux mouvements du tournoi.  
Fort de son titre national et de sa prestation au Grand Chelem de Tokyo, il est sélectionné par le staff national pour participer au Grand Chelem de Paris-Bercy aux côtés de Teddy Riner. Cependant, après avoir réussi à se hisser jusqu’en quarts de finale en battant notamment un médaillé mondial, il est contraint de déclarer forfait sur blessure et stoppe son parcours. Sa blessure à l’épaule nécessite une intervention chirurgicale, sa quatrième opération depuis 2016.

## Distinctions

### Décorations
Chevalier de la Légion d'honneur (décret du 23 septembre 2024)